# Супутники астероїдів

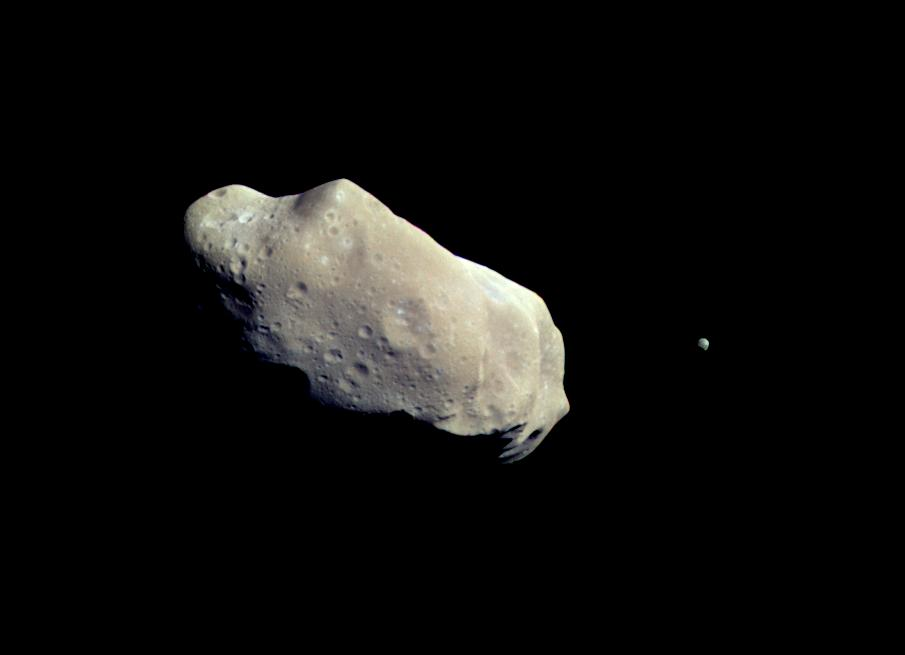
Астероїд 243 Іда та його супутник Дактиль.

Супутник астероїда — астероїд, природний супутник, який обертається по орбіті навколо іншого астероїда. Супутник і астероїд є системою, що підтримується гравітацією обох об'єктів. Систему астероїдів, у якій розміри супутника порівнянні з розміром астероїда, називають подвійним астероїдом. Також відомі системи з трьох компонентів (наприклад, великий астероїд 87 Сільвія, астероїд-аполлон 136617 1994 CC, великий транснептуновий об'єкт 47171 1999 TC36) та навіть одна система з чотирьох компонентів (астероїд 130 Електра).

## Історія досліджень
До кінця XIX століття вчені вважали астероїди одиночними тілами. Але на початку XX століття, з поліпшенням апаратури для спостережень, з'явилися припущення про існування подвійності астероїдів. Були виконані перші дослідження, зокрема, детально вивчений астероїд 433 Ерос. Однак таких досліджень було небагато, і вони суперечили загальноприйнятим поглядам.
Перші спроби виявити супутники в астероїдів, за допомогою вимірювання послаблення блиску зір при покритті їх астероїдами, були зроблені для об'єктів 6 Геба (1977 рік) і 532 Геркуліна (1978 рік). Під час досліджень припускалася наявність супутників у зазначених об'єктів, однак ці дані не були підтверджені. Пізніше чеський астроном Петр Правец (1991 рік) і німецький Г. Хан (1994 рік), звернули увагу на змінний блиск двох невеликих астероїдів, що пролітали поблизу Землі, який міг вказувати на їх двоїстість. На жаль, ці спостереження повторити не вдалося.
Перший підтверджений супутник астероїда відкрила 1993 року автоматична міжпланетна станція «Галілео». Він був виявлений в астероїда 243 Іда, під час прольоту АМС поблизу об'єкта. Супутник назвали Дактиль. Другим відкритим супутником 1998 року став Маленький Принц, супутник астероїда 45 Євгенія. 2002 року був відкритий перший супутник транснептунового об'єкта 1998 WW31.

## Методи досліджень
Відкриття супутників дозволяє краще вивчити астероїди, оскільки знання орбіт супутників має велике значення для отримання фундаментальних фізичних параметрів подвійної системи, таких як маса, і кидає світло на її можливе формування та еволюцію. Тому вчені шукають різні методи досліджень астероїдів, спрямовані на пошук у них супутників. Ось деякі з них:
- оптичний — прямі оптичні спостереження за допомогою космічних і наземних телескопів з адаптивною оптикою;
- радіолокаційний — з допомогою космічних і наземних радіотелескопів;
- фотометричний — вимірювання зменшення блиску зорі при її покритті астероїдом;
- дослідження за допомогою АМС.

Оптичний метод є найочевиднішим, однак має ряд недоліків, найбільшим з яких є складність реєстрації слабкого об'єкта поруч із яскравішим і необхідність виконувати спостереження з високою кутовою роздільністю. Тому оптичні спостереження дозволяють виявляти невелику кількість супутників, що мають досить великі розміри відносно астероїда, і перебувають на значній відстані від нього.
Радіолокаційний метод дозволяє досить точно виміряти форму об'єкта (з точністю до 10 метрів на найбільших радіотелескопах), за допомогою вимірювання часу запізнення відбитого сигналу. Недолік радіолокаційного методу полягає в малому радіусі дії. Зі збільшенням відстані до досліджуваного об'єкта точність даних істотно зменшується.
Метод фотометричних спостережень покриттів зір астероїдами використовує вимірювання зменшення блиску зорі, що покривається. Суть методу полягає в спостереженні за зорею із зони, що перебуває поза розрахунковою смугою покриття астероїдом. Перевага полягає в тому, що такі спостереження можна виконувати з допомогою аматорських астрономічних приладів. Недолік — супутник астероїда повинен покривати зону спостерігача в момент дослідження.
Дослідження з допомогою АМС є найточнішими, оскільки дозволяють використовувати наявну на станції апаратуру з близької відстані.

## Походження
Походження супутників астероїдів наразі однозначно не визначено. Існують різні теорії. Одна з широко визнаних стверджує, що супутники можуть бути залишковим продуктом зіткнення астероїда з іншим об'єктом. Інші пари могли утворитися захопленням малого об'єкта більшим. Формування в результаті зіткнення стримується моментом імпульсу компонентів. Подвійні астероїдні системи з невеликою відстанню між компонентами цілком відповідають цій теорії. Однак вона навряд чи підходить для віддалених компонентів.
Згідно з іншою гіпотезою, супутники в астероїдів сформувалися на початковій стадії еволюції Сонячної системи.
Вважається, що багато астероїдів складаються з декількох кам'яних брил, слабко пов'язаних гравітацією і покритих шаром реголіту, тому невелика зовнішня дія може призводити до розриву такої системи і утворення супутників на невеликій відстані.

## Загальні характеристики
Припливна дія астероїда на супутник впливає на параметри його орбіти, і вирівнює осі обертання обох об'єктів з віссю головного моменту інерції. Сам супутник з часом набуває дещо витягнутої форми під впливом гравітаційного поля астероїда. Якщо період обертання головного тіла менший за період обертання супутника навколо нього (що є типовим для Сонячної системи), то з часом супутник віддаляється, а період обертання головного тіла — зменшується.
Подвійні астероїди обертаються по еліптичних орбітах навколо спільного центра мас.

## Список
Нижче наведені супутники деяких астероїдів, які мають назви або тимчасові позначення:
22 Калліопа
1. Лінус

45 Євгенія
1. Петіт-Прінс (Маленький Принц)

- S/2004 (45) 1

87 Сільвія
1. Ромул
2. Рем

90 Антіопа
- S/2000 (90) 1

93 Мінерва
1. Егіда
2. Горгонейон

107 Камілла
- S/2001 (107) 1
- S/2016 (107) 1

121 Герміона
- S/2002 (121) 1

130 Електра
- S/2003 (130) 1
- S/2014 (130) 1

216 Клеопатра
1. Алексгеліос
2. Клеоселена

243 Іда
1. Дактиль

283 Емма
- S/2003 (283) 1

317 Роксана
- S/2009 (317) 1

379 Гуенна
- S/2003 (379) 1

617 Патрокл
1. Менойтій

624 Гектор
1. Скамандрій

702 Алауда
1. Пічі-унем

1509 Ескланьйона
- S/2003 (1509) 1

2577 Литва
- S/2012 (2577) 1

3671 Діоніс
- S/1997 (3671) 1

3749 Балам
- S/2002 (3749) 1

4674 Полінг
- S/2004 (4674) 1

17246 Крістофдюма
- S/2004 (17246) 1

22899 Алконрад
- S/2003 (22899) 1

(26308) 1998 SM165
- S/2001 (26308) 1

42355 Тифон
1. Єхидна

47171 Лемпо
1. Паха
2. Хіїсі

50000 Квавар
1. Вейвот

58534 Логос
1. Зое

65489 Кето
1. Форкій

66391 Мошуп
1. Скванніт

66652 Борасізі
1. Пабу

88611 Техаронхіавако
1. Савіскера

90482 Орк
1. Вант

120347 Салація
1. Актея

174567 Варда
1. Ільмаре

(185851) 2000 DP107
- S/2000 (2000 DP107) 1

229762 Gǃkúnǁ'hòmdímà
1. Gǃò'é ǃhú

385446 Манве
1. Торондор

1998 WW31
- S/2000 (1998 WW31) 1